# Moonlight (песня XXXTentacion)
«Moonlight» (с англ. — «Лунный свет») — песня, написанная и исполненная американским рэпером XXXTentacion со второго студийного альбома ?. Песня была посмертно отправлена на rhythmic radio в качестве третьего сингла альбома 14 августа 2018 года. Песня достигла многих позиций в чартах по всему миру, включая 13-ю позицию на Billboard Hot 100, а также платиновую сертификацию после его смерти.

## Музыкальное видео
Официальный видеоклип на «Moonlight» был выпущен в ночь на 1 октября 2018 года. Видео было написано и создано самим Онфроем, а также спродюсировано JMP. Видео начинается с того, что Онфрой видит, как другие люди танцуют, и проходит через облако дыма. Видео заканчивается фразами «энергия никогда не умирает», «он среди нас» и «да здравствует Джа». Фразы также были похожи на фразу «Да здравствует принц X» из клипа «Sad!».

## Участники записи
- Джасей Онфрой – автор, музыка
- John Cunningham – автор, музыка, продюсер, сведение
- Robert Soukiasyan – сведение, запись, персональная студия
- Dave Kutch – мастеринг, персональная студия
- Kevin Peterson – другое

## Чарты
| Чарт (2018)                                | Высшая позиция |
| ------------------------------------------ | -------------- |
| Австрия (Ö3 Austria Top 40)                | 22             |
| Бельгия/Фландрия (Ultratip Bubbling Under) | 7              |
| Бельгия/Валлония (Ultratop 50)             | 39             |
| Канада (Billboard Canadian Hot 100)        | 10             |
| Дания (Tracklisten)                        | 12             |
| Франция (SNEP)                             | 72             |
| Германия (GfK)                             | 34             |
| Венгрия (Single Top 40)                    | 31             |
| Венгрия (Stream Top 40)                    | 14             |
| Ирландия (IRMA)                            | 27             |
| Италия (FIMI)                              | 32             |
| Нидерланды (Single Top 100)                | 15             |
| Новая Зеландия (Recorded Music NZ)         | 8              |
| Норвегия (VG-lista)                        | 17             |
| Португалия (AFP)                           | 9              |
| Шотландия (OCC Scotland)                   | 81             |
| Испания (PROMUSICAE)                       | 73             |
| Швеция (Sverigetopplistan)                 | 13             |
| Швейцария (Schweizer Hitparade)            | 11             |
| Великобритания (OCC UK Singles)            | 17             |
| США (Billboard Hot 100)                    | 13             |
| США (Billboard Hot R&B/Hip-Hop Songs)      | 9              |
| США (Billboard Rhythmic)                   | 20             |

| Чарт (2018)                          | Позиция |
| ------------------------------------ | ------- |
| Canada (Canadian Hot 100)            | 71      |
| Denmark (Tracklisten)                | 66      |
| New Zealand (Recorded Music NZ)      | 49      |
| Sweden (Sverigetopplistan)           | 88      |
| Switzerland (Schweizer Hitparade)    | 58      |
| US Billboard Hot 100                 | 88      |
| US Hot R&B/Hip-Hop Songs (Billboard) | 37      |

## Сертификации
| Регион | Сертификация  | Продажи   |
| --- | ------------- | --------- |
| Канада (Music Canada) | Платиновый    | 80 000    |
| Дания (IFPI Danmark) | Платиновый    | 90 000    |
| Франция (SNEP) | Бриллиантовый | 333 333   |
| Германия (BVMI) | Платиновый    | 400 000   |
| Италия (FIMI) | Платиновый    | 50 000    |
| Новая Зеландия (RMNZ) | Платиновый    | 30 000    |
| Польша (ZPAV) | 2× Платиновый | 40 000    |
| Португалия (AFP) | 2× Платиновый | 20 000    |
| Великобритания (BPI) | Платиновый    | 600 000   |
| США (RIAA) | 8× Платиновый | 8 000 000 |
| Стриминг |               |           |
| Греция (IFPI Greece) | Платиновый    | 2 000 000 |
| Швеция (GLF) | Платиновый    | 8 000 000 |
| Данные о продажах + прослушиваниях приведены только на основе сертификации. · Данные только о прослушиваниях приведены на основе сертификации. |               |           |